# Lecteria fuscitarsis
Lecteria fuscitarsis är en tvåvingeart som beskrevs av Alexander 1969. Lecteria fuscitarsis ingår i släktet Lecteria och familjen småharkrankar. Inga underarter finns listade i Catalogue of Life.